# Mobile internet device

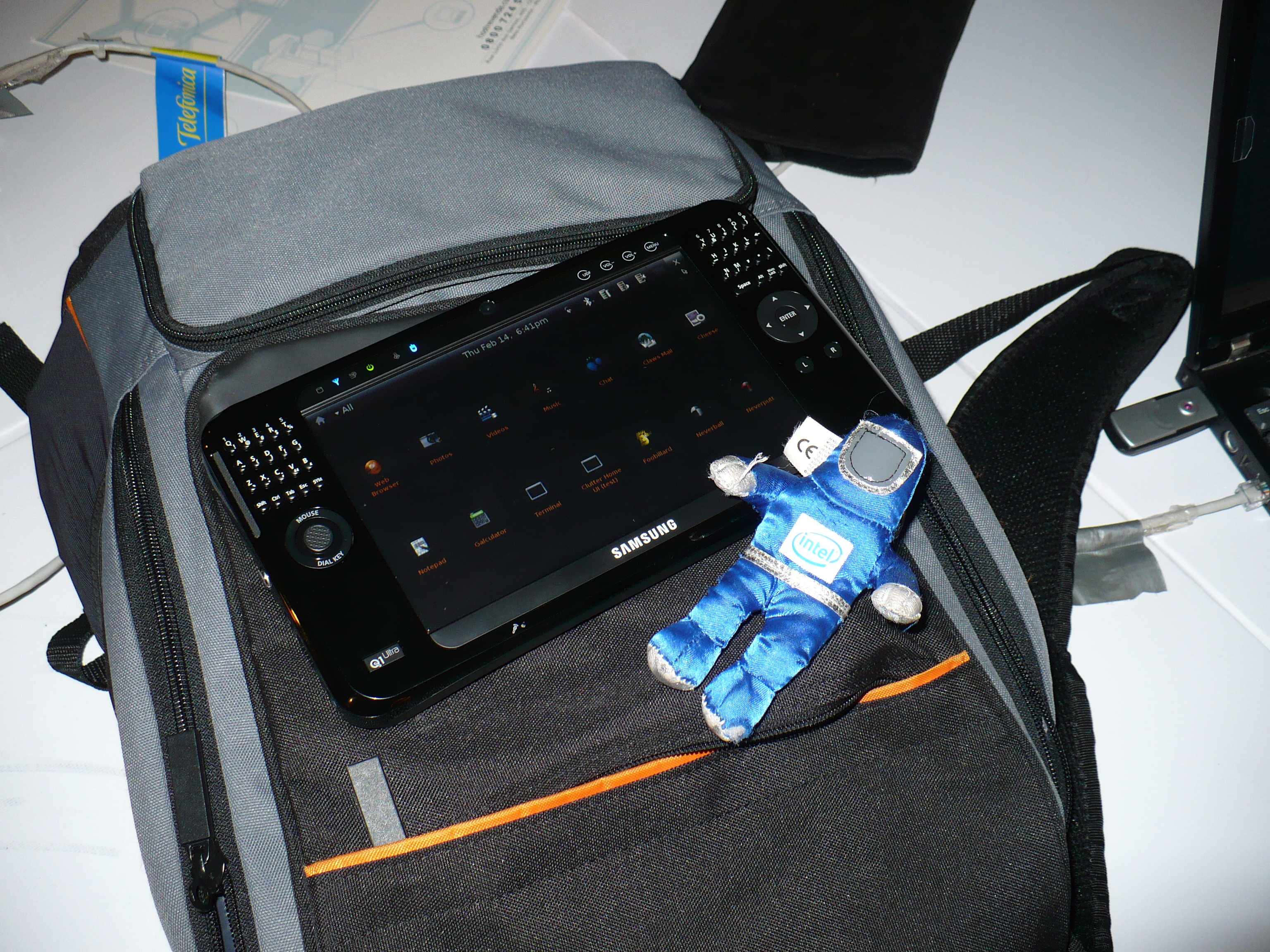
Mobile Internet Device (Intel design)

Un Mobile Internet Device (littéralement « appareil Internet mobile ») est un appareil de taille intermédiaire entre le smartphone et l'ordinateur portable, offrant un accès sans fil à Internet. Ils sont dotés d'applications multimédia et de navigation sur le web.
Intel a annoncé ce nouveau produit au salon Intel Developer Forum (IDF) d'août 2008, en tant qu'évolution des Ultra-Mobile PC.
Le système d'exploitation Moblin est destiné aux MID et aux Netbook.
En 2012, les phablettes et les tablettes tactiles remplissent ce segment de marché.